# Podgorje Krnjačko
 Podgorje Krnjačko  falu Horvátországban, Károlyváros megyében. Közigazgatásilag Krnjakhoz tartozik.

## Fekvése
Károlyvárostól 20 km-re délre, községközpontjától  2 km-re délnyugatra a Kordun területén fekszik.

## Története
A településnek 1857-ben 154, 1910-ben 251 lakosa volt. Trianon előtt Modrus-Fiume vármegye Vojnići járásához tartozott. 2011-ben a falunak 48 lakosa volt.

## Lakosság
| Lakosság változása | Lakosság változása | Lakosság változása | Lakosság változása | Lakosság változása | Lakosság változása | Lakosság változása | Lakosság változása | Lakosság változása | Lakosság változása | Lakosság változása | Lakosság változása | Lakosság változása | Lakosság változása | Lakosság változása | Lakosság változása |
| ------------------ | ------------------ | ------------------ | ------------------ | ------------------ | ------------------ | ------------------ | ------------------ | ------------------ | ------------------ | ------------------ | ------------------ | ------------------ | ------------------ | ------------------ | ------------------ |
| 1857               | 1869               | 1880               | 1890               | 1900               | 1910               | 1921               | 1931               | 1948               | 1953               | 1961               | 1971               | 1981               | 1991               | 2001               | 2011               |
| 154                | 163                | 170                | 201                | 232                | 251                | 213                | 237                | 226                | 222                | 190                | 156                | 141                | 107                | 41                 | 48                 |